# If You Go
| Оценки критиков               | Оценки критиков |
| Источник                      | Оценка          |
| ----------------------------- | --------------- |
| AllMusic                      | [ 2 ]           |
| Encyclopedia of Popular Music | [ 3 ]           |
| New Record Mirror             | [ 4 ]           |

If You Go — студийный альбом американской певицы Пегги Ли, выпущенный в 1961 году на лейбле Capitol Records. Аранжировщиком альбома выступил Куинси Джонс.

## Отзывы критиков
Уильям Рульманн из AllMusic увидел а альбоме концептуальный след и написал, что Ли пускается здесь в размышления о романтике. В обзоре журнала Billboard написали, что чудесное пение мисс Ли подобно чистому меду в этих теплых романтических исполнениях мягких, капризных баллад с хрипловатым голосом, а Куинси Джонс является несомненным плюсом с его прекрасными, наполненными струнами аранжировками. В журнале New Record Mirror положительно оценили альбом, отметив, что Ли находится в прекрасной вокальной форме и представляет коллекцию балладных песен, которая контрастирует с её последними альбомами.

## Список композиций
| №  | Название                                   | Автор(ы)                    | Длительность |
| -- | ------------------------------------------ | --------------------------- | ------------ |
| 1. | «As Time Goes By»                          | Герман Хапфилд              | 2:48         |
| 2. | «If You Go»                                | Джеффри Парсонс, Майкл Эмер | 2:39         |
| 3. | «Oh Love Hast Thou Forsaken Me»            | Уильям Бауэрс               | 2:33         |
| 4. | «Say It Isn’t So»                          | Ирвинг Берлин               | 2:53         |
| 5. | «I Wish I Didn’t Love You So»              | Фрэнк Лессер                | 2:45         |
| 6. | «Maybe It’s Because (I Love You Too Much)» | Ирвинг Берлин               | 2:01         |

| №                   | Название                                               | Автор(ы)                                    | Длительность |
| ------------------- | ------------------------------------------------------ | ------------------------------------------- | ------------ |
| 1.                  | «I’m Gonna Laugh You Right Out of My Life»             | Сай Коулман, Джозеф Маккарти мл.            | 2:44         |
| 2.                  | «I Get Along Without You Very Well (Except Sometimes)» | Хоги Кармайкл, Джейн Браун Томпсон          | 2:45         |
| 3.                  | «(I Love Your) Gypsy Heart»                            | Пегги Ли, Гарри Сакман                      | 2:26         |
| 4.                  | «When I Was a Child»                                   | Флойд Хаддлстон, Марк Макинтайр             | 3:11         |
| 5.                  | «Here’s That Rainy Day»                                | Джимми Ван Хьюзен, Джонни Берк              | 2:46         |
| 6.                  | «Smile»                                                | Чарльз Чаплин, Джон Тёрнер, Джеффри Парсонс | 2:18         |
| Общая длительность: | Общая длительность:                                    | Общая длительность:                         | 31:49        |